# No Place Like Jail
No Place Like Jail er en amerikansk stumfilm fra 1918 af Frank Terry.

## Medvirkende
- Dan Alberts
- Margaret Hansen
- Estelle Harrison
- Wallace Howe
- Bud Jamison
- Stan Laurel
- Gus Leonard
- Chris Lynton
- Belle Mitchell
- Herb Morris
- Marie Mosquini